# Ostracode
Ostracodele (Ostracoda) (din greaca ostrakon = cochilie ; eidos = înfățișare) sunt o clasă  de crustacee inferioare mici, de 1–10 mm, dulcicole sau marine. Au corpul divizat într-un număr mic de segmente și acoperit în întregime cu o carapace (chitinoasă cu impregnări calcaroase) bivalvă, ovalară și simetrică. Au cel mult 7 perechi de apendice (3 perechi de picioare, 2 perechi de antene, 1 pereche de mandibule, 1 pereche de maxilare), care se pot reduce la două sau dispar. Înoată cu antenele. Abdomenul se termină prin două ramuri dispuse în formă de furcă și prevăzute cu gheare. Prezintă importanță, fiindcă pot servi ca hrană naturală a peștilor, iar speciile dulcicole sunt importante ca ecarisatori (curățitori) ai apelor.